# Phylloxiphia metria
Phylloxiphia metria là một loài bướm đêm thuộc họ Sphingidae. Nó được tìm thấy ở Brachystegia woodland Mozambique to Zambia và Cộng hòa Dân chủ Congo và phía bắc đến Malawi và Tanzania.
Chiều dài cánh trước khoảng 37 mm đối với con đực và 45 mm đối với con cái. 